# گمینا اوشک (استان کویافسکو-پومورسکی)
گمینا اوشک (استان کویافسکو-پومورسکی) (به لهستانی:  Gmina Osiek) یک گمینا در لهستان است که در شهرستان برودنیتسا واقع شده‌است. گمینا اوشک ۷۵٫۱۲ کیلومتر مربع مساحت و ۴٬۰۹۶ نفر جمعیت دارد.